# Sébastien Danesi
Sébastien Danesi (26 juli 2000) is een Belgisch handballer.

## Levensloop
Danesi speelde bij HC Sprimont en HC Visé BM, Tijdens seizoen 2021-'22 kwam hij uit voor Pontault-Combault, een club uit de Franse Proligue. Na één seizoen aldaar keerde hij terug naar HC Visé BM, waarmee hij deelnam aan de European Cup.
Tevens is hij als international actief bij het Belgisch handbalteam. Hij werd onder meer geselecteerd voor het wereldkampioenschap van 2023.